# Beretta 9000 S
Le Beretta 9000 S est un pistolet semi-automatique double action.

## Technique
Ce pistolet compact chambré en 9 mm Parabellum et .40 S&W est le premier Beretta doté d'une carcasse en polymère. Deux versions sont disponibles, la version F fonctionnant en simple et double action avec une sécurité manuelle qui permet également le désarmement et la version D fonctionnant en double action uniquement sans sécurité supplémentaire. Les deux modèles sont équipés d'un système verrouillant le percuteur tant que la détente n'est pas pressée, interdisant ainsi un tir accidentel en cas de chute ou de choc sur l'arme. 
Le Beretta 9000S en chiffres :
- Calibres : 9 mm Parabellum, .40 S&W
- Longueur : 16,8 cm
- Longueur du canon : 8,8 cm
- Poids non chargé : 0,73 kg (9 mm), 0,78 kg (.40)
- Capacité : 12 coups (9 mm), 10 coups (.40)

## Diffusion
N'ayant pas trouvé de clients officiels, il a surtout été vendu à des citoyens nord-américains pour assurer leur défense personnelle.

## Dans la culture populaire
Le cinéphile attentif a pu le reconnaître dans Minority Report, Paycheck et Punisher : Zone de guerre. De même, le 9000S est visible dans les séries TV Nash Bridges, Painkiller Jane et l'animé Gunslinger Girl - Il Teatrino.

## Sources
Cette notice est issue de la lecture des revues spécialisées de langue française suivantes :
- Cibles (Fr)
- Action Guns (Fr)
- J. HUON, Encyclopédie mondial de l'Armement, tome 5, Grancher, 2014.